# Joake no rjúszeigun
A Joake no rjúszeigun (夜明けの流星群; Hepburn: Yoake no ryūseigun, ’Hajnali meteorzápor’) a Scandal japán pop-rockegyüttes huszonkettedik kislemeze, amely 2014. július 16-án jelent meg az Epic Records Japan kiadó gondozásában. A lemez címadó dala a Pokémon the Movie XY: Hakai no maju to Diancie című animefilm, míg az egyik B-oldalas szám, a Your Song a J-Melo televíziós sorozat zárófőcím-dala volt 2014 júniusa és szeptembere között. A kislemez másik B-oldalas száma, a Pokémon ieru kana? (ポケモン言えるかな？, ’Meg tudod nevezni az összes pokémont?’) a Szuzukiszan együttes dalának feldolgozása. A kislemez promóciójának részeként a Nintendo egy különleges, mindössze tíz darabra korlátozott Hakai no maju to Diancie festésű Nintendo 3DS LL kézikonzolt jelentetett meg, amelyet kizárólag a kislemez Pokémon-kiadásával lehetett megnyerni.

## Számlista
| CD (ESCL-4241/43) | CD (ESCL-4241/43)                    | CD (ESCL-4241/43)       | CD (ESCL-4241/43) | CD (ESCL-4241/43) | CD (ESCL-4241/43) | CD (ESCL-4241/43) | CD (ESCL-4241/43) | CD (ESCL-4241/43) | CD (ESCL-4241/43) |
|                   | Cím                                  | Dalszöveg               | Zene              | Hangszerelő       | Hossz             |                   |                   |                   |                   |
| ----------------- | ------------------------------------ | ----------------------- | ----------------- | ----------------- | ----------------- | ----------------- | ----------------- | ----------------- | ----------------- |
| 1.                | Joake no rjúszeigun (夜明けの流星群) | Tomomi, Tanaka Hidenori | Tanaka Hidenori   | Tanaka Hidenori   | 4:41              |                   |                   |                   |                   |
| 2.                | Your Song                            | Scandal                 | Scandal           | Kavagucsi Keita   | 3:43              |                   |                   |                   |                   |
| 3.                | Joake no rjúszeigun (Instrumental)   | —                       | Tanaka Hidenori   | Tanaka Hidenori   | 4:41              |                   |                   |                   |                   |
| 13:05             |                                      |                         |                   |                   |                   |                   |                   |                   |                   |

| Pokémon-kiadás, CD (ESCL-4240) | Pokémon-kiadás, CD (ESCL-4240)            | Pokémon-kiadás, CD (ESCL-4240) | Pokémon-kiadás, CD (ESCL-4240) | Pokémon-kiadás, CD (ESCL-4240) | Pokémon-kiadás, CD (ESCL-4240) | Pokémon-kiadás, CD (ESCL-4240) | Pokémon-kiadás, CD (ESCL-4240) | Pokémon-kiadás, CD (ESCL-4240) | Pokémon-kiadás, CD (ESCL-4240) |
|                                | Cím                                       | Dalszöveg                      | Zene                           | Hangszerelő                    | Hossz                          |                                |                                |                                |                                |
| ------------------------------ | ----------------------------------------- | ------------------------------ | ------------------------------ | ------------------------------ | ------------------------------ | ------------------------------ | ------------------------------ | ------------------------------ | ------------------------------ |
| 1.                             | Joake no rjúszeigun (夜明けの流星群)      | Tomomi, Tanaka Hidenori        | Tanaka Hidenori                | Tanaka Hidenori                | 4:41                           |                                |                                |                                |                                |
| 2.                             | Pokémon ieru kana? (ポケモン言えるかな？) | Toda Sógo                      | Tanaka Hirokazu                | Kavagucsi Keita                | 4:22                           |                                |                                |                                |                                |
| 3.                             | Joake no rjúszeigun (Instrumental)        | —                              | Tanaka Hidenori                | Tanaka Hidenori                | 4:41                           |                                |                                |                                |                                |
| 4.                             | Pokémon ieru kana? (Instrumental)         | —                              | Tanaka Hirokazu                | Kavagucsi Keita                | 4:22                           |                                |                                |                                |                                |
| 18:06                          |                                           |                                |                                |                                |                                |                                |                                |                                |                                |

| 1. | Felvétel az együttes Kjú ni kite gomen in Kita koncertsorozatáról |  |  |  |

| 1. | Felvétel az együttes Kjú ni kite gomen in Kita koncertsorozatáról |  |  |  |

## Slágerlistás helyezések
| Departure                            | Departure | Departure            | Departure | Departure |
| Ország                               | Toplista  | Legmagasabb helyezés |           |           |
| ------------------------------------ | --------- | -------------------- | --------- | --------- |
| Japán                                |           |                      |           |           |
| Oricon napi kislemezlista            | 4         |                      |           |           |
| Billboard Japan Hot 100              | 58        |                      |           |           |
| Billboard Adult Contemporary Airplay | 31        |                      |           |           |
| Billboard Hot Animation              | 8         |                      |           |           |
| iTunes Store (Japán) napi dallista   | 14        |                      |           |           |
| mora napi kislemezlista              | 36        |                      |           |           |
| mora napi dallista                   | 3         |                      |           |           |
| RecoChoku napi kislemezlista         | 12        |                      |           |           |
| RecoChoku napi dallista              | 3         |                      |           |           |
| RecoChoku napi rockdallista          | 1         |                      |           |           |
| RecoChoku napi animedallista         | 1         |                      |           |           |
| Your Song                            |           |                      |           |           |
| Japán                                |           |                      |           |           |
| iTunes Store (Japán) napi dallista   | 57        |                      |           |           |
| mora napi dallista                   | 15        |                      |           |           |
| RecoChoku napi dallista              | 44        |                      |           |           |
| RecoChoku napi rockdallista          | 7         |                      |           |           |